# Jalal Yousef
Jalal Yousef Sulaiman (auch: Jalal al-Sarisi; * 21. Oktober 1979; † 12. April 2021) war ein venezolanischer Poolbillardspieler, der zeitweise für die Vereinigten Arabischen Emirate antrat.
Der fünfmalige Panamerikameister erreichte 2017 das Viertelfinale der Weltmeisterschaft in der Disziplin 9-Ball. Seine beste Weltranglistenplatzierung erzielte er im Jahr 2011 mit dem 35. Platz.

## Karriere
Im September 2009 gewann Yousef bei der Panamerikameisterschaft die Bronzemedaille im 10-Ball. Zwei Monate später erreichte er die Finalrunde der 10-Ball-Weltmeisterschaft und musste sich in der Runde der letzten 64 dem Philippiner Warren Kiamco mit 8:9 knapp geschlagen geben. 2010 wurde er durch einen Finalsieg gegen seinen Landsmann Frailin Guanipa Panamerikameister im 8-Ball. Im Dezember 2010 nahm Yousef an der Amateurweltmeisterschaft im Snooker teil, bei der er unter anderem Yasin Merchant besiegte und in der Runde der letzten 64 gegen den Afghanen Nadir Khan Sultani ausschied.
2011 wurden in drei Disziplinen Weltmeisterschaften ausgetragen. Nachdem Yousef im Februar bei der 8-Ball-WM durch Siege gegen Corey Deuel, Bruno Muratore und Jason Klatt das Sechzehntelfinale erreicht hatte, in dem er gegen Shane van Boening mit 2:9 verlor, unterlag er bei der 10-Ball-WM in der Runde der letzten 64 dem späteren Weltmeister Huidji See und scheiterte schließlich im 9-Ball in der Vorrunde. Bei der Panamerikameisterschaft 2011 gelang ihm im Finale gegen Juan Mairena die Titelverteidigung.
Im Februar 2012 erzielte Yousef sein bis dahin bestes WM-Ergebnis, als er bei der 8-Ball-WM unter anderem Konstantin Stepanow und Max Eberle besiegte, bevor er im Achtelfinale dem Taiwaner Ko Pin-yi mit 7:9 unterlag. Bei der Panamerikameisterschaft 2012 sicherte er sich durch einen Finalsieg gegen Christopher Tevez die Goldmedaille im 9-Ball und ein Jahr später gewann er Gold im 8-Ball und 9-Ball und verlor das 10-Ball-Finale gegen Alejandro Carvajal.
Im Mai 2013 belegte Yousef bei den China Open den 33. Platz. Zwei Monate später gehörte er bei den World Games im kolumbianischen Cali dem venezolanischen Aufgebot an und nahm am 9-Ball-Wettbewerb teil, bei dem er jedoch mit einer 5:11-Auftaktniederlage gegen Brandon Shuff ausschied. Im September gelangte er bei der 9-Ball-WM ins Achtelfinale und unterlag dem Spanier David Alcaide.
Während Yousef bei den 9-Ball-Weltmeisterschaften 2014 und 2016 in der Vorrunde ausschied, besiegte er 2015 unter anderem den zweimaligen Weltmeister Thorsten Hohmann und erreichte die Runde der letzten 32, in der er gegen Warren Kiamco verlor. Bei den Kuwait Open 2016 schied er in der Vorrunde aus.
Im Juni 2017 erreichte Yousef bei den China Open die Runde der letzten 32. Nachdem er im Herbst an mehreren Turnieren im US-Bundesstaat Texas teilgenommen hatte und dabei einmal ins Finale gekommen war, erzielte er im Dezember bei der 9-Ball-WM in Doha das beste Ergebnis seiner Karriere, als er unter anderem Johann Chua, Ruslan Tschinachow, Dương Quốc Hoàng und Dang Jinhu besiegte und ins Viertelfinale einzog, in dem er sich dem späteren Finalisten Roland Garcia mit 4:11 geschlagen geben musste.
Anfang 2018 wurde Yousef beim Derby City Classic Neunter im Bank-Pool-Wettbewerb und kam beim 9-Ball-Turnier auf den 28. Rang. Im weiteren Verlauf des Jahres wurde er Vierter bei den Texas Open und kam bei der 9-Ball-WM in die Runde der letzten 32, in der er gegen Shane van Boening verlor.
2019 nahm Yousef erneut an mehreren Turnieren in den USA teil, wobei er unter anderem den 65. Platz bei den US Open belegte und Fünfter beim Great Dismal Swamp 9-Ball Classic sowie Dritter beim Star City 10-Ball Shootout wurde. Am Jahresende zog er bei der 9-Ball-WM in die Runde der letzten 64 ein, in der er dem Chinesen Liu Haitao mit 9:11 unterlag. Beim Derby City Classic 2020 erreichte Yousef beim 9-Ball-Wettbewerb den 29. Rang und kam im Bank Pool auf den 73. Platz.
Im April 2021 starb Yousef während der COVID-19-Pandemie an den Folgen einer SARS-CoV-2-Infektion.

## Erfolge
- 8-Ball-Panamerikameister: 2010, 2011, 2013
- 9-Ball-Panamerikameister: 2012, 2013